# Silene betpakdalensis
Silene betpakdalensis är en nejlikväxtart som beskrevs av Bajt. Silene betpakdalensis ingår i släktet glimmar, och familjen nejlikväxter. Inga underarter finns listade i Catalogue of Life.